# 청주 서원 모충사
청주 서원 모충사는 충청북도 청주시 서원구에 있다. 2015년 4월 17일 청주시의 향토유적 제75호로 지정되었다.

## 개요
동학군을 진압하다가 전사한 70여 장졸들의 영령을 봉안한 사당이다.